# Alfonso IV di Ribagorza
Alfonso d'Aragona e Foix, o Alfonso di Gandia detto il Vecchio.  Alfonso anche in spagnolo e in asturiano,  Alfons in valenciano e in catalano,  Afonso in galiziano e in portoghese, Alifonso in aragonese e Alfontso in basco e Alphonse in francese. Adefonsus o Alfonsus in latino (1332 – Gandia, 5 marzo 1412),  fu conte di Dénia dal 1355, marchese di Villena dal 1366 (confermato, nel 1382), conte di Ribagorza e signore di Dénia e Gandía dal 1381 alla sua morte. Fu Connestabile di Castiglia, dal 1382 al 1391 e fu creato duca di Gandia, nel  1399.

## Origine
Come conferma il Los cinco libros postreros de la primera parte de los Anales de la Corona de Aragón, v.2, Alfonso era il figlio primogenito del conte di Ribagorza e di Empúries Pietro IV e di Giovanna di Foix-Béarn, la sorella del visconte di Béarn, Coprincipe di Andorra e Visconte di Marsan, Gastone II di Foix-Béarn (?-ca. 1358), figlia del conte di Foix Gastone I di Foix-Béarn (unico figlio maschio di Ruggero Bernardo III di Foix e di Margherita di Montcada, erede della viscontea di Béarn) e di Giovanna d'Artois, figlia di Filippo d'Artois e di Bianca di Bretagna.

Pietro IV di Ribagorza, secondo la Cronaca piniatense Pietro era il quarto figlio maschio del re d'Aragona e di Valencia, Conte di Barcellona e delle altre contee catalane Giacomo II il Giusto e Bianca di Napoli, figlia del re di Napoli, Carlo lo Zoppo e di Maria D'Ungheria, figlia - forse primogenita - di Stefano V d'Ungheria e di sua moglie, la regina Elisabetta dei Cumani.

## Biografia
Nel 1355, il padre lo nominò conte di Dénia.
Suo padre, Pietro, poco dopo essere rimasto vedovo (1358 circa), si ritirò nel monastero francescano di Barcellona, dove prese i voti, dopo aver rinunciato alle sue contee, a favore dei figli; Alfonso gli subentrò nel governo della contea di Ribagorza e delle signorie di Dénia e Gandía.
Nel 1364, Alfonso (don Alonso Conde de Ribagorça y Denia) era stato tra i nobili che furono obbligati a rendere omaggio al re di Navarra, Carlo II, detto il Malvagio.

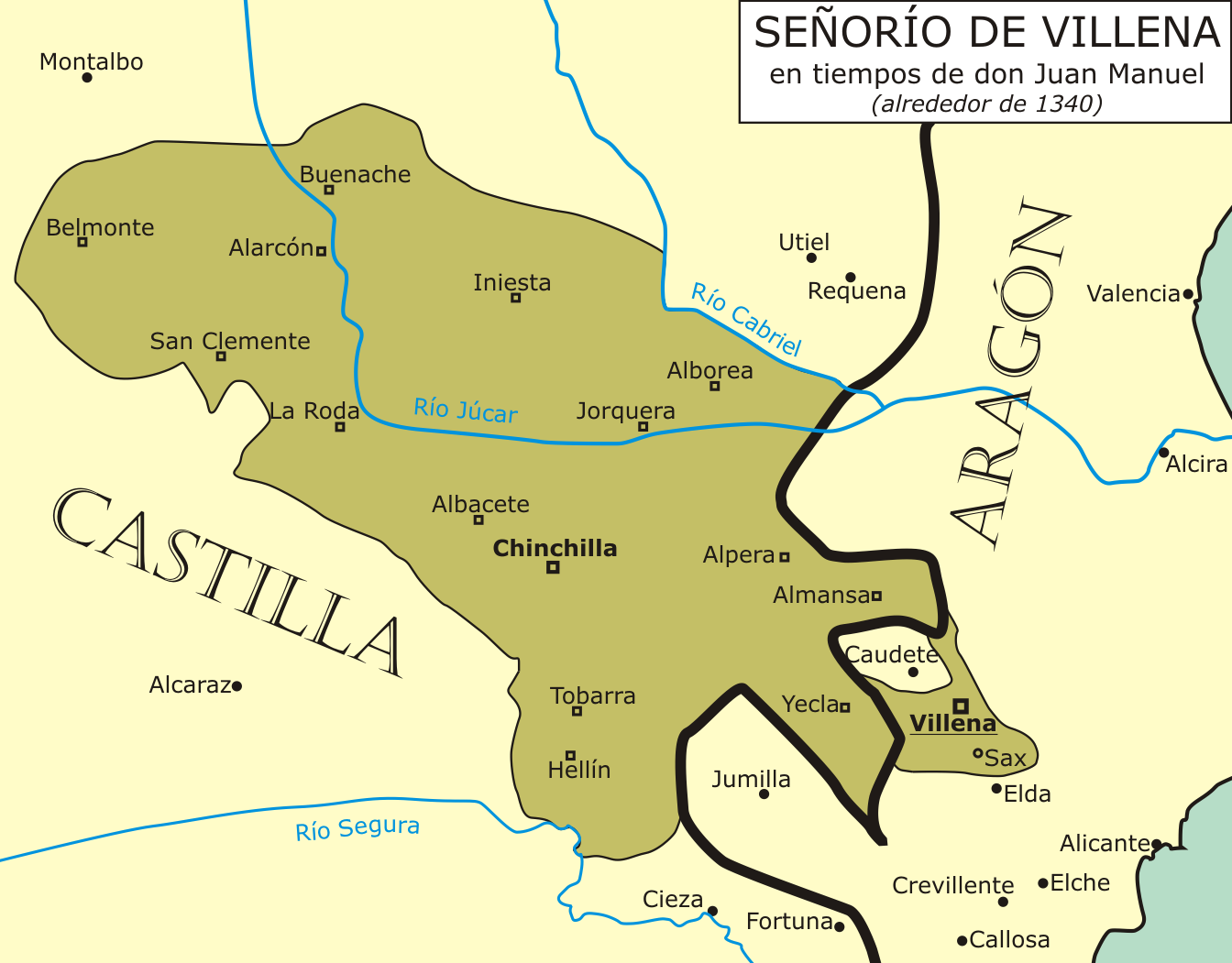
Estensione della signoria di Villena nel 1340.

Alfonso partecipò alla Guerra dei due Pietri, che era iniziata nel 1356, tra il re di Castiglia, Pietro il Crudele e suo cugino, il re della Corona d'Aragona, Pietro IV il Cerimonioso.

Nell'aprile del 1366, Enrico Trastamara, in cambio del suo appoggio nella guerra civile castigliana contro Pietro il Crudele, gli assegnò la signoria di Villena, che era stata proprietà dello scrittore e uomo politico, Giovanni Emanuele di Castiglia (nipote di Alfonso X di Castiglia) e di Constanza d'Aragona (1300-1327). La signoria di Villena si trovava sul confine tra Castiglia e Aragona

Questa donazione gli fu ratificata, nel 1369, quando Enrico Trastamara divenne il re di Castiglia, Enrico II.

Alfonso, sempre nell'ambito della guerra civile castigliana, aveva preso parte alla battaglia di Nájera, del 3 aprile 1367, in cui venne fatto prigioniero dalle truppe inglesi di Edoardo il Principe Nero, alleato di Pietro il Crudele. La prigionia si protrasse sino al 1372, periodo in cui suo padre, Pietro fu costretto a lasciare il convento per sostituirlo nella conduzione delle sue contee; dopo aver pagato una parte del riscatto dovette consegnare i due figli, Alfonso (liberato nel 1392) e Pietro (liberato dopo pochi mesi), che presero il suo posto, come ostaggi.
Dopo la liberazione, Alfonso visse in Castiglia, a fianco di Enrico Trastamara, col quale programmò il matrimonio dei suoi figli, Alfonso e Pietro, rispettivamente con due figlie illegittime di Enrico II, Leonora e Giovanna (il matrimonio tra Alfonso e Leonora non fu mai celebrato per il protrarsi della prigionia, mentre Pietro e Giovanna si sposarono nel 1378).
Dato che la guerra tra Castiglia e Aragona, nonostante la morte di Pietro I, continuava, Alfonso si adoperò per riportare la pace che fu conclusa nel 1375.
Suo padre, Pietro IV, morì a Pisa, il 4 novembre 1381, mentre si stava recando a Roma, per incontrare il Papa Urbano VI e fu sepolto nel convento francescano della città, e, nel 1391, i resti mortali di Pietro furono portati a Valencia, dove furono tumulati, nel convento di San Francesco.
Nel 1382, Alfonso fu confermato marchese di Villena e molto probabilmente cedette questo titolo al figlio, Pietro, prima del 1385.
Dal 6 luglio 1382 al 1391 fu Connestabile di Castiglia. Dopo essere stato privato della carica di connestabile, anche il marchesato di Villena, gli venne sottratto e Alfonso, dopo aver ottenuto la liberazione del figlio, fece ritorno in Aragona, dove il rapporto con il figlio, Alfonso, divenne sempre più difficile.
Nel 1396, dopo che Martino I il Vecchio era succeduto come re della corona d'Aragona a Giovanni I il Cacciatore, affrontò Matteo di Foix-Béarn, conte dei Foix e visconte di Béarn e di Castelbon, che aveva invaso il regno d'Aragona, come pretendente al trono per diritto di matrimonio, in quanto marito di Giovanna d'Aragona, Alfonso prese parte alla difesa del regno.
Nel 1399, fu creato duca di Gandia.

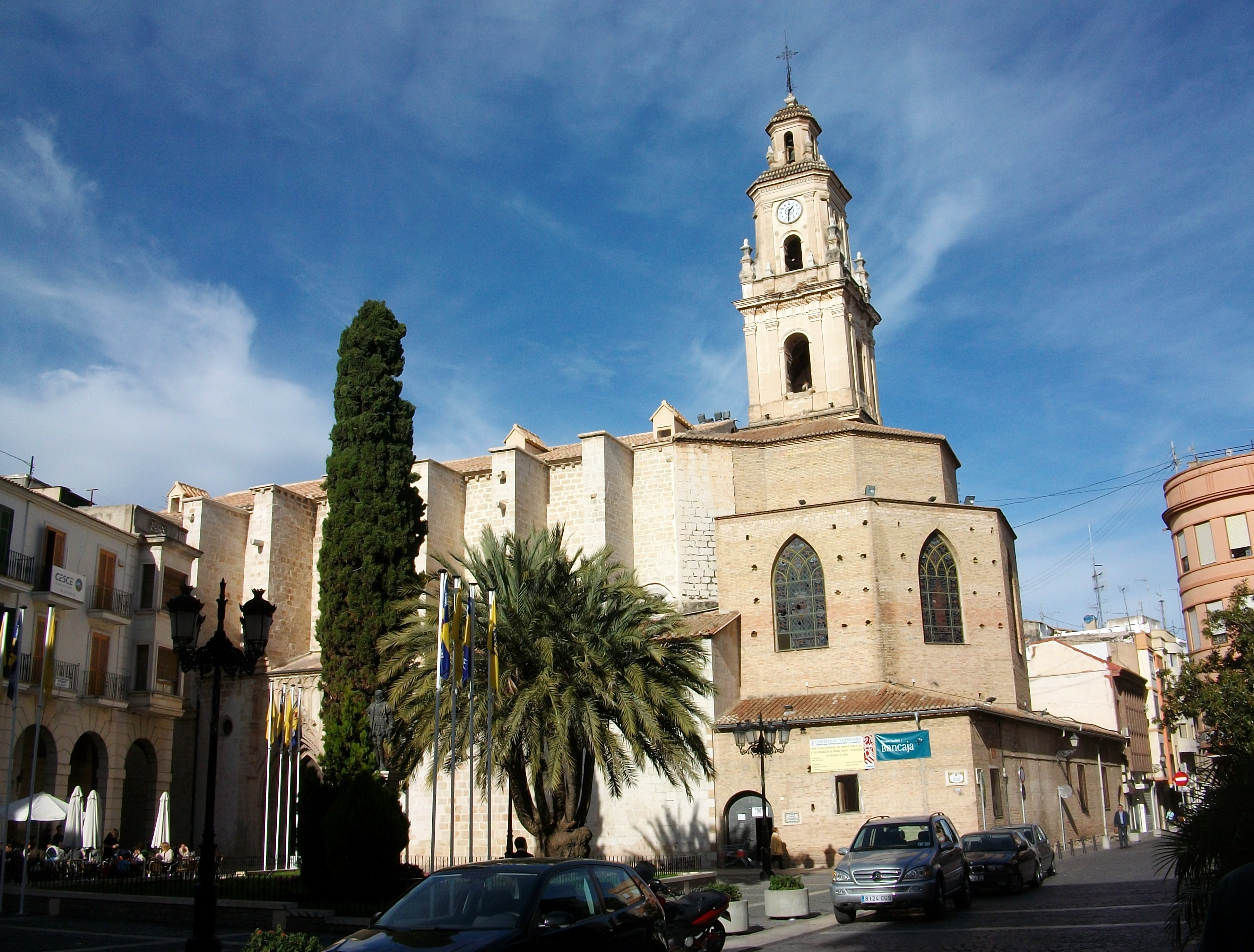
Chiesa di santa Maria a Gandia.

Quando, nel 1410, morì il re della corona d'Aragona e re di Sicilia, Martino il Vecchio, lontano cugino di Alfonso (suo nonno, Giacomo II il Giusto era anche bisnonno di Martino il Vecchio), quest'ultimo fu tra i pretendenti al trono aragonese e nei due anni che seguirono, conosciuti come interregno aragonese, non disdegnò di prendere le armi, per difendere i suoi interessi.

Prima che si arrivasse ad una guerra civile, le Cortes di Catalogna, di Valencia e d'Aragona decisero per un arbitrato, nominarono tre rappresentanti per regno, trascurando però di invitare i rappresentanti di Maiorca, Sicilia e Sardegna: i nove delegati dovevano scegliere tra i cinque pretendenti e, col Compromesso di Caspe, del 1412, avrebbero deciso che sarebbe stato sovrano della corona d'Aragona e re di Sicilia Ferdinando el de Antequera, infante del castigliano casato di Trastámara.

Alfonso non poté seguire l'arbitrato sino al termine, poiché, prima della sentenza morì e, come pretendente, venne sostituito dal figlio Alfonso.
Alfonso morì a Gandia, nel 1412 dove fu tumulato Chiesa di Santa Maria.

## Matrimonio e discendenza
Alfonso, nel 1355, aveva sposato Violante Jiménez Signora della baronia di Arenós, figlia di Gonzalo Diaz e della moglie María Cornel, come ci viene confermato dal Los cinco libros postreros de la primera parte de los Anales de la Corona de Aragón, v.2; il contratto di matrimonio era stato stipulato nel 1348.

Alfonso da Violante ebbe sette o otto figli:
- Giovanni († giovane)[9];
- Giacomo, barone di Arenos, che, ancora un bambino, morì per un incidente[9];
- Alfonso (dopo il 1358-29 novembre 1425), conte di Ribagorza e duca di Gandia[16], che, nel 1412, sostituì il padre e fu uno dei cinque pretendenti al trono di Aragona[14];
- Bianca († giovane);
- Pietro (1362-1385), marchese di Villena, che sposò Giovanna di Castiglia, figlia del re di Castiglia, Enrico II[9];
- Giovanna (?-1392), che sposò Giovanni Raimondo I di Cardona[9];
- Leonora (?-1393), che sposò Giacomo di Prades[9];
- Violante, badessa del monastero Santa Isabella di Valencia[9].

## Ascendenza
|                                       |                                     |                                  | Genitori                       |  |  | Nonni |  |  | Bisnonni                              |  |  | Trisnonni                            |  |
|                                       |                                     |                                  |                                |  |  |       |  |  | Pietro III, re della Corona d'Aragona |  |  | Giacomo I, re della Corona d'Aragona |  |
|                                       |                                     |                                  |                                |  |  |       |  |  | Pietro III, re della Corona d'Aragona |  |  | Giacomo I, re della Corona d'Aragona |  |
|                                       |                                     | Iolanda d'Ungheria               |                                |  |  |       |  |  | Pietro III, re della Corona d'Aragona |  |  |                                      |  |
| Giacomo II, re della Corona d'Aragona |                                     |                                  |                                |  |  |       |  |  | Pietro III, re della Corona d'Aragona |  |  |                                      |  |
|                                       |                                     | Costanza II, regina di Sicilia   | Manfredi, re di Sicilia        |  |  |       |  |  |                                       |  |  |                                      |  |
|                                       |                                     | Costanza II, regina di Sicilia   | Manfredi, re di Sicilia        |  |  |       |  |  |                                       |  |  |                                      |  |
|                                       |                                     | Costanza II, regina di Sicilia   | Beatrice di Savoia             |  |  |       |  |  |                                       |  |  |                                      |  |
| Pietro IV, conte di Ribagorza         |                                     | Costanza II, regina di Sicilia   |                                |  |  |       |  |  |                                       |  |  |                                      |  |
|                                       |                                     | Carlo II, re di Napoli           | Carlo I, re di Napoli          |  |  |       |  |  |                                       |  |  |                                      |  |
|                                       |                                     | Carlo II, re di Napoli           | Carlo I, re di Napoli          |  |  |       |  |  |                                       |  |  |                                      |  |
|                                       |                                     | Carlo II, re di Napoli           | Beatrice, contessa di Provenza |  |  |       |  |  |                                       |  |  |                                      |  |
| Bianca di Napoli                      |                                     | Carlo II, re di Napoli           |                                |  |  |       |  |  |                                       |  |  |                                      |  |
|                                       |                                     | Maria d'Ungheria                 | Stefano V, re d'Ungheria       |  |  |       |  |  |                                       |  |  |                                      |  |
|                                       |                                     | Maria d'Ungheria                 | Stefano V, re d'Ungheria       |  |  |       |  |  |                                       |  |  |                                      |  |
|                                       |                                     | Maria d'Ungheria                 | Elisabetta la Cumana           |  |  |       |  |  |                                       |  |  |                                      |  |
| Alfonso IV di Ribagorza               |                                     | Maria d'Ungheria                 |                                |  |  |       |  |  |                                       |  |  |                                      |  |
|                                       | Ruggero Bernardo III, conte di Foix | Ruggero IV, conte di Foix        |                                |  |  |       |  |  |                                       |  |  |                                      |  |
|                                       | Ruggero Bernardo III, conte di Foix | Ruggero IV, conte di Foix        |                                |  |  |       |  |  |                                       |  |  |                                      |  |
|                                       | Ruggero Bernardo III, conte di Foix | Brunisenda di Cardona            |                                |  |  |       |  |  |                                       |  |  |                                      |  |
| Gastone I, conte di Foix-Béarn        | Ruggero Bernardo III, conte di Foix |                                  |                                |  |  |       |  |  |                                       |  |  |                                      |  |
|                                       |                                     | Margherita, viscontessa di Béarn | Gastone VII, visconte di Béarn |  |  |       |  |  |                                       |  |  |                                      |  |
|                                       |                                     | Margherita, viscontessa di Béarn | Gastone VII, visconte di Béarn |  |  |       |  |  |                                       |  |  |                                      |  |
|                                       |                                     | Margherita, viscontessa di Béarn | Mailda di Matha                |  |  |       |  |  |                                       |  |  |                                      |  |
| Giovanna di Foix-Béarn                |                                     | Margherita, viscontessa di Béarn |                                |  |  |       |  |  |                                       |  |  |                                      |  |
|                                       |                                     | Filippo d'Artois                 | Roberto II, conte d'Artois     |  |  |       |  |  |                                       |  |  |                                      |  |
|                                       |                                     | Filippo d'Artois                 | Roberto II, conte d'Artois     |  |  |       |  |  |                                       |  |  |                                      |  |
|                                       |                                     | Filippo d'Artois                 | Amicie de Courtenay            |  |  |       |  |  |                                       |  |  |                                      |  |
| Giovanna d'Artois                     |                                     | Filippo d'Artois                 |                                |  |  |       |  |  |                                       |  |  |                                      |  |
|                                       |                                     | Bianca di Bretagna               | Giovanni II, duca di Bretagna  |  |  |       |  |  |                                       |  |  |                                      |  |
|                                       |                                     | Bianca di Bretagna               | Giovanni II, duca di Bretagna  |  |  |       |  |  |                                       |  |  |                                      |  |
|                                       |                                     | Bianca di Bretagna               | Beatrice d'Inghilterra         |  |  |       |  |  |                                       |  |  |                                      |  |
|                                       |                                     | Bianca di Bretagna               |                                |  |  |       |  |  |                                       |  |  |                                      |  |

### Fonti primarie
- [1].

### Letteratura storiografica
- Rafael Altamira, Spagna, 1412-1516, in Storia del mondo medievale, vol. VII, 1999, pp. 546–575.
- (CA)  Chroniques romanes des comtes de Foix.
- (ES)  Los cinco libros postreros de la primera parte de los Anales de la Corona de Aragón, v.2.
- (ES)  Diccionario de antigüedades del reino de Navarra, Volume 2.